# 더비경비늘꼬리청서
더비경비늘꼬리청서 또는 더비경비늘꼬리날다람쥐(Anomalurus derbianus)는 비늘꼬리청서과에 속하는 설치류의 일종이다. 아프리카에서 발견된다. 학명은 더비 경(Edward Smith-Stanley, 제13대 더비 백작 에드워드 스미스스탠리)의 이름에서 유래했다.

## 분포 및 서식지
더비경비늘꼬리청서는 아프리카 서부와 중부 지역의 열대와 아열대 우림에서 서식한다. 앙골라와 카메룬, 중앙아프리카공화국, 콩고공화국, 콩고민주공화국, 코트디부아르, 적도기니, 가봉, 가나, 케냐, 라이베리아, 말라위, 모잠비크, 나이지리아, 시에라리온, 탄자니아, 우간다 그리고 잠비아에서 발견된다. 자연 서식지는 아열대 또는 열대 기후 자역의 건조림과 습윤 저지대 숲이다. 서식지 감소로 멸종 위협을 받고 있다.

## 습성
더비경비늘꼬리청서는 야행성 동물이고, 나무의 구멍 속 둥지에서 잠을 잔다. 혼자 또는 둘이서 생활한다. 비막을 펼쳐서, 나무에서 나무로 활강하여 이동할 수 있다. 비행 거리는 최대 250m까지 기록된 적이 있다. 나무를 오르기 위해 꼬리 안쪽의 비늘을 이용할 수 있다. 더비경비늘꼬리청서는 주로 초식 생활을 하며, 잎이나 나무 껍질, 열매와 과일 그리고 꽃과 같은 식물을 먹는다.